# Ata Meken

Logo der Partei

Die politische Partei Ata Meken (Kirgisisch Ата-Мекен für Heimat) ist eine Unternehmerpartei und eine der wichtigsten Oppositionsparteien in der Kirgisischen Republik.

## Inhaltliches Profil
Die Partei ist sozialistisch ausgerichtet. Sie setzt sich für einen demokratischen Staat und für einen wirtschaftlichen Wandel ein. Des Weiteren verlangt sie soziale Reformen. Die Partei ist nach der Anzahl der Wählerstimmen die größte Oppositionspartei im politischen System Kirgisistans. Sie ist Beobachter bei der Sozialistischen Internationale.
Sie steht mehreren anderen Oppositionsparteien nahe. So wurden Parteimitglieder von Ata Meken zur Versammlung der Partei Union Demokratischer Kräfte eingeladen. Im Dezember 2008 schloss sich die Partei mit zahlreichen parlamentarischen und außerparlamentarischen Parteien zur Vereinigten Volksbewegung zusammen, die sich allerdings nicht auf einen gemeinsamen einzelnen Kandidaten für die Präsidentschaftswahl 2009 einigen konnte.

## Geschichte
Ata Meken wurde 1992 vom ehemaligen Parlamentssprecher Ömürbek Tekebajew gegründet und am 16. Dezember des Jahres registriert. Bedeutende Parteimitglieder wurden Temir Sarijew und Erkin Alimbekow.
Die Partei war maßgeblich an der Tulpenrevolution nach der Parlamentswahl in Kirgisistan 2005 sowie an der Vertreibung des ehemaligen kirgisischen Präsidenten Askar Akajew außer Landes beteiligt. Sie gehörte zum Parteibündnis Für Gerechtigkeit.

## Wahlen 2007
Bei den Parlamentswahlen im Dezember 2007, welche die Partei Ak Dschol gewann, wurde sie zwar landesweit von über 8 % der Stimmberechtigten gewählt, erhielt aber im Stadtbezirk Osch nur 590 statt der nötigen 670 Stimmen. Sie scheiterte somit an der zu diesem Zeitpunkt gültigen 0,5-Prozent-Klausel, wonach eine Partei in jedem Oblast und in den Städten Bischkek und Osch mindestens 0,5 % der möglichen Stimmen erreichen muss. Ata Meken versuchte erfolglos vor Gericht zu beweisen, dass sie die erforderliche Stimmenzahl deutlich übertroffen hatte.

## Wahlen 2010
Nach Auszählen von 84 Prozent der Stimmen erreichte Respublika bei der Parlamentswahl in Kirgisistan 2010 mit 5,8 Prozent den fünften Platz und ist somit eine der fünf im Parlament vertretenen Parteien. In den Wahlkampf wurde Ata Meken von dem früheren Parlamentspräsidenten Ömürbek Tekebajew geführt.

## Belege
1. ↑  Schwierige Regierungsbildung erwartet. In: Frankfurter Allgemeine Zeitung. 11. Oktober 2010, abgerufen am 11. Oktober 2010.
2. ↑  Tomasz Konicz: Verwelkende Tulpen. Der Präsident Kirgisistans läßt zu seiner Stärkung ein neues Parlament wählen; Junge Welt, 15. Dezember 2007.
3. ↑  Tolkun Namatbajewa: Union Demokratischer Kräfte in Kirgisistan gegründet; Bericht vom 27. November 2005
4. ↑  Auswärtiges Amt: Kirgisistan: Innenpolitik; Stand Februar 2010.
5. ↑  Alexander Wolters: Kirgistan nach den Parlamentswahlen: Bakijew stärkt seine Machtkontrolle; Caucaz.com, Artikel vom 27. Januar 2008.
6. ↑  Russland-Aktuell: Kirgistan: Wahlergebnisse – Opposition im Hungerstreik; Meldung 20. Dezember 2007.
7. ↑  Kirgistan steuert auf Koalitionsregierung zu. In: tagesschau.de. 11. Oktober 2010, archiviert vom Original am 14. Oktober 2010; abgerufen am 11. Oktober 2010.
8. ↑  Offenes Ergebnis - gespannte Ruhe. In: Frankfurter Allgemeine Zeitung. 12. Oktober 2010, abgerufen am 12. Oktober 2010.